# أميليس موديستا
أميليس مُوديستا هو نوعٌ من فرس النبي مُتوطن في المغرب.